# جاك جونسون (ملاكم)
جاك جونسون (بالإنجليزية: Jack Johnson)‏ مواليد 31 مارس 1878 في غالفستون، تكساس - الوفاة 10 يونيو 1946 في رالي، كان ملاكم أمريكي سابق صنّف ضمن فئة الوزن الثقيل.

## إحصائيات
خاض خلال مسيرته 104 نزالا، فاز في 73 وتعادل في 10 وخسر في 13. فاز بالضربة القاضية في 40 نزالا.

## روابط خارجية
- جاك جونسون على موقع IMDb (الإنجليزية)
- جاك جونسون على موقع الموسوعة البريطانية (الإنجليزية)
- جاك جونسون على موقع ميوزك برينز (الإنجليزية)
- جاك جونسون على موقع ميوزك برينز (الإنجليزية)
- جاك جونسون على موقع إن إن دي بي (الإنجليزية)
- جاك جونسون على موقع ديسكوغز (الإنجليزية)
- جاك جونسون على موقع قاعدة بيانات الفيلم (الإنجليزية)
- جاك جونسون على موقع قاعدة بيانات الفيلم (الإنجليزية)
- جاك جونسون على موقع بوكس ريك (الإنجليزية) (registration required)